# کارما
کارما یا کَرمَه یا کَرمَن (به سانسکریت: कर्म) (به انگلیسی: Karma) یا زیستکار  اصطلاحی در آئین هندو و بودا است که به اصل علت و معلول اشاره می‌کند. بر اساس این اصل، کردارهای فیزیکی و ذهنی هر فرد، در این زندگی و زندگی‌های بعدی او که از طریق بازپیدایی (تناسخ) اتفاق می‌افتند، پیامدهایی به دنبال دارند.
در معنای عامیانه، کارما به این معنی است که هر آنچه انجام می‌دهیم، فکر می‌کنیم یا می‌گوییم، به خودمان بازمی‌گردد. در این معنا، کارما شامل هم خود عمل و هم نتیجهٔ آن عمل می‌شود.
با این حال، در معنای دقیق‌تر، کارما فقط به انجام عمل اشاره دارد، نه به نتیجهٔ آن عمل. نتیجه عمل، ویپاکا (کارمیوه) نامیده می‌شود.
کارما یکی از اعتقادهای دینی هندوها است که نخستین بار و به تفصیل در متون اوپانیشادی بیان شده است. کرمه به معنی عمل و در اصطلاح عبارت است از نتیجهٔ اعمال انسان که اگر خوب باشد موجب سعادت و اگر بد باشد موجب گرفتاری او می‌شود.

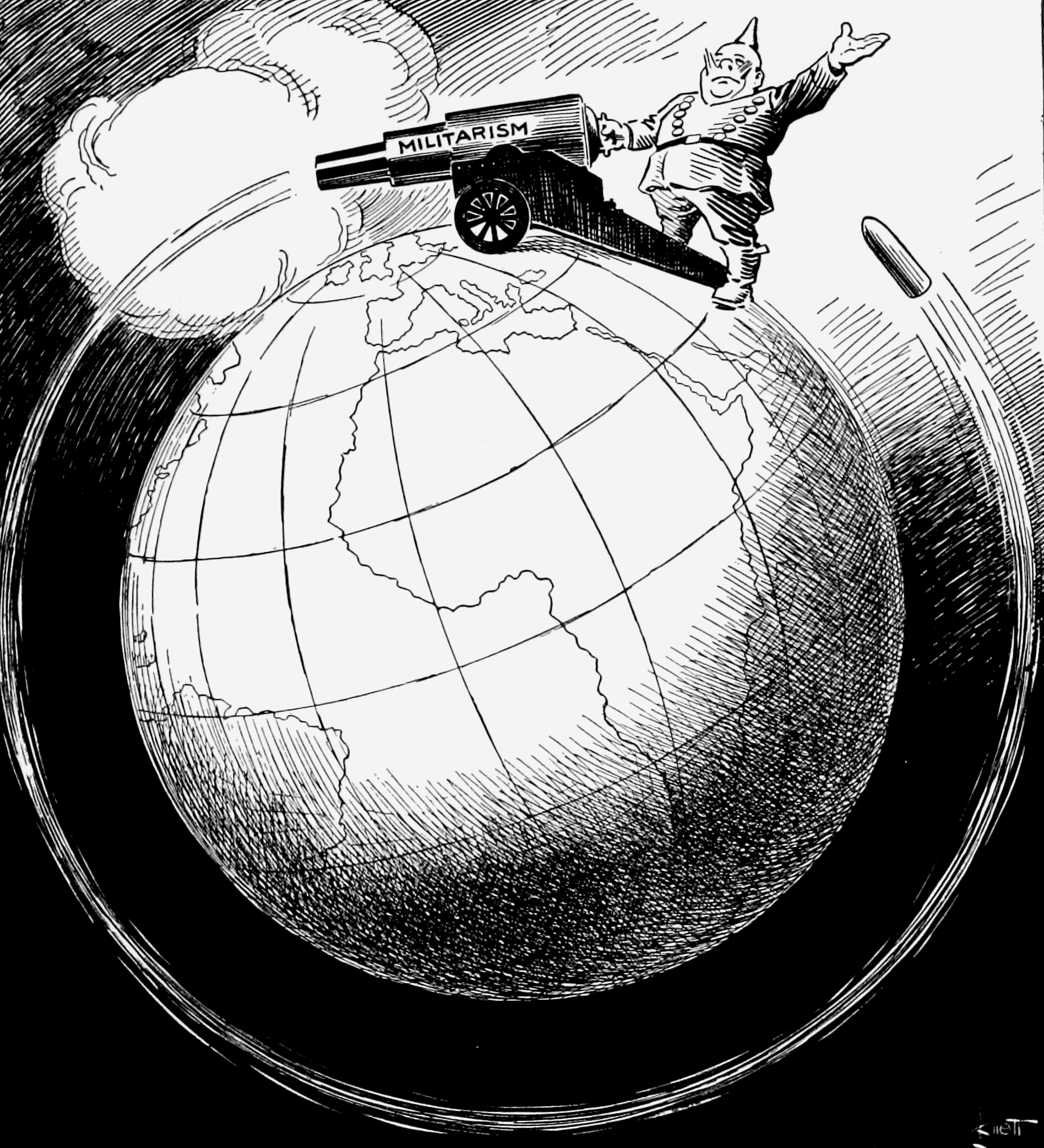
مفهوم کارما: « عملکرد فرد در زندگی».

## توضیحات
به باور این ادیان، زمانی که فرد به مرحله‌ای برسد که اعمالی را انجام دهد بدون این‌که کوچک‌ترین دلبستگی و وابستگی به این اعمال داشته باشد، این عملکردها (کارماهای) او نتیجه و کارمیوه‌ای به دنبال نخواهند داشت. بدین طریق، کارماهای پیشین میوه‌های خود را به مرور به ظهور می‌رسانند. اما کارمیوه‌های جدیدی به آن‌ها اضافه نمی‌شود. عدم دلبستگی و ناوابستگی به زندگی، در تمامی جنبه‌های آن، به فرد کمک می‌کند تا چرخهٔ تولدهای ادواری را شکسته و به «رهایی» برسد. هدف از این رهایی این است تا افراد دیگر رنجی نکشند.
بودا در متنی معروف به سبد گفتارهای تدریجی aṅguttaranikāya (قسمت I.87f) در مورد کارما می‌گوید:
من صاحب اعمال خویشم،
میراث‌دار کردارهای خویش،
زادهٔ اعمال خود،
در پیوند با کردار خویش،
و متکی بر اعمال خود می‌زیم،
و هر فعلی که انجام می‌دهم،
نیک یا بد
میراث آن به من می‌رسد
فرد راهب، بایستی همواره بر این اصل فکر کند.
بر اساس این اصل،کردارها ذاتاً پیامدهای خوب یا بد را همراه خود دارند. در ادیانی که به تولد ادواری Saṃsāra باور دارند، مانند هندوئیسم، بودیسم، و جینیسم، نتایج کارما به زندگی‌های بعدی نیز کشیده می‌شود و در دوره‌های بعدی زندگی نیز به ظهور می‌رسد. بر این اساس، هر فرد، از طریق اعمالی که انجام می‌دهد باعث و بانی رنج و شادی‌ها در زندگی (های) خود است. 
در دین‌های هندوئیسم و بودئیسم، بر اثر کردارهای فرد (کارما) نیرویی ایجاد می‌شود که چگونگی زندگی آن فرد را در این زندگی و زندگی‌های بعدی‌اش مشخص می‌کند. اصل کارما می‌گوید که نتیجهٔ هر آن‌چه انجام می‌دهیم به خودمان بازمی‌گردد. پیامد عملکرد فرد کارمیوه (Vipākap) نامیده می‌شود.